# Ерохина, Лидия Ивановна
Ли́дия Ива́новна Еро́хина (род. 13 декабря 1955, Пензенская область) — ректор Поволжского государственного университета сервиса (ПВГУС), доктор экономических наук, профессор, заслуженный работник высшей школы РФ.

## Биография
Родилась 13 декабря 1955 года в Пензенской области, состояла в членах ВЛКСМ.
В 1978 году Лидия Ерохина с отличием окончила Московский технологический институт по специальности «инженер-экономист». После окончания аспирантуры по распределению райкома комсомола направлена в Тольяттинский филиал института, где, начиная с 1982 года, поочередно работала ассистентом, преподавателем, заведующим кафедрой, проректором по учебной работе. В 1995 году стала ректором института (теперь это уже был Поволжский технологический институт сервиса).
В 2009 году на выборах Думу Тольятти баллотировалась кандидатом в депутаты третьим номером в составе партийного списка партии «Единая Россия», выполняя роль «политического паровоза». Сразу после избрания отказалась от депутатского мандата.

## Научная деятельность
Доктор экономических наук. Член-корреспондент Российской академии естественных наук и академик Российской академии проблем качества.
Научные интересы связаны с решением проблем развития сферы услуг региона, управлением сферой сервиса в рыночной экономике, исследованиями в области образования, молодёжной политики и социальной политики в сфере образования.
Автор более 192 научных работ, в числе которых 19 монографий, 15 учебных пособий с грифом УМО, 8 учебных пособий, 17 статей в журналах ВАК и 1 патент. Подготовила 21 кандидата экономических наук и 3 докторов экономических наук.

## Награды
- Нагрудный знак Министерства образования и науки Российской Федерации «Почётный работник высшего профессионального образования Российской Федерации», 2000 год;
- Почётная грамота Самарской Губернской Думы, 2001 год;
- Медаль ордена «За заслуги перед Отечеством» II степени, 2003 год;
- Почётная грамота Министерства образования и науки Российской Федерации, 2005 год;
- Почётная грамота Думы г.о. Тольятти, 2005 год;
- Почётный знак мэра г.о. Тольятти «За заслуги перед городом Тольятти», 2005 год,;
- Международная награда «Объединенная Европа» за персональный вклад в развитие европейской интеграции (Оксфорд, 2005 г.);
- Почётное звание «Заслуженный работник высшей школы Российской Федерации», 2006 год;
- Нагрудный знак Министерства образования и науки Российской Федерации «За развитие научно-исследовательской работы студентов», 2007 год;
- Почётное звание «Ректор года 2009»;
- Почётное звание Министерства образования и науки Российской Федерации «Почётный работник науки и техники Российской Федерации», 2010 год;
- Благодарность Комитета по науке и наукоёмким технологиям Государственной Думы Федерального Собрания Российской Федерации, 2011 год;
- Почётная грамота мэра г.о. Тольятти, 2011 год;
- Медаль Национальной академии туризма «За заслуги», 2014 год;
- Почётный Знак Думы Тольятти «За заслуги перед городским сообществом», 2015;
- Почётный Знак Самарской Губернской Думы «За служение закону», 2015;
- Почётное звание заслуженного деятеля науки Самарской области, 2015 год.
- Диплом областного конкурса общественного признания достижений женщин Самарской области «Женщина — директор года» в номинации «Образование».

http://sovrso.ru/universities/g_tolgas/rector.html Архивная копия от 23 ноября 2018 на Wayback Machine
http://www.tolgas.ru/org_structura/rektor/ Архивная копия от 23 ноября 2018 на Wayback Machine

## Семья
Замужем третьим браком, второй муж Владимир Довгань, третий муж Николай Пыркин → работает вместе с Лидией Ерохиной в должности проректора по безопасности университета, сын от первого брака Ерохин Роман Геннадьевич от второго сын Орешкин Андрей (род. 1986) (род.1982).

## Критика
По данным диссернета обнаружены масштабные заимствования при научном руководстве и публикациях